# Karl und Ursula Breuer
Karl (* 1932) und Ursula (* 1934; geb. Präger) Breuer waren ein deutsches Tanzpaar. Sie wurden zweimal Weltmeister, zweimal Vizeweltmeister, zweimal Europameister, mehrfache Deutsche Meister.
Das Paar war sowohl in den Standard-Tänzen als auch in den Lateinamerikanischen Tänzen und in der Kombination (Zehn Tänze) national und international erfolgreich. Die Breuers starteten zuerst für den Tanzclub Blau-Gold Solingen, holten die meisten Titel aber für den Schwarz-Rot-Club Wetzlar. Das Tanzpaar war auch für den Grün-Weiß Club Köln erfolgreich.

## Erfolge für den TC Blau-Gold Solingen
| Sektion  | Titel                                | Austragungsdatum und -ort    |
| -------- | ------------------------------------ | ---------------------------- |
| Standard | Deutscher Vizemeister                | 30. Oktober 1954, Frankfurt  |
| Standard | 3. bei den Deutschen Meisterschaften | 22. Oktober 1955, Düsseldorf |
| Latein   | 5. bei den Europameisterschaften     | 26. Juli 1955, Pörtschach    |

## Erfolge für den Schwarz-Rot-Club Wetzlar
| Sektion    | Titel                                | Austragungsdatum und -ort   |
| ---------- | ------------------------------------ | --------------------------- |
| Standard   | 3. bei den Deutschen Meisterschaften | 27. Oktober 1956, Kassel    |
| Latein     | 3. bei den Europameisterschaften     | 7. August 1956, Westerland  |
| Standard   | 2. bei den Deutschen Meisterschaften | 9. November 1957, Kassel    |
| Standard   | 3. bei den Europameisterschaften     | 1. August 1957, Westerland  |
| Latein     | 3. bei den Europameisterschaften     | 2. November 1957, Berlin    |
| Standard   | Deutsche Meister                     | 8. November 1958, Kassel    |
| Standard   | 3. bei den Europameisterschaften     | 31. Juli 1958, Westerland   |
| Latein     | 3. bei den Europameisterschaften     | 1. November 1958, Berlin    |
| Standard   | Deutsche Meister                     | 7. November 1959, Kassel    |
| Standard   | 3. bei den Europameisterschaften     | 31. August 1959, Kopenhagen |
| Latein     | Europameister                        | 17. Oktober 1959            |
| Standard   | Vizeweltmeister                      | 20. Februar 1960, München   |
| Latein     | Vizeweltmeister                      | 20. Februar 1960, München   |
| Zehn Tänze | Weltmeister                          | 20. Februar 1960, München   |
| Standard   | Deutsche Meister                     | 5. Oktober 1960, Kassel     |
| Latein     | Deutsche Meister                     | 26. November 1960, Kassel   |
| Latein     | Europameister                        | 16. Oktober 1960, Berlin    |
| Standard   | Deutsche Meister                     | 3./4. November 1961         |
| Latein     | Deutsche Meister                     | 29. April 1961, Wiesbaden   |
| Standard   | 3. bei den Weltmeisterschaften       | 1./2. Mai 1961, London      |
| Latein     | Weltmeister                          | 2. Mai 1961, London         |
| Zehn Tänze | Vizeweltmeister                      | 2. Mai 1961, London         |
| Standard   | Deutscher Vizemeister                | 30. November 1963, Hannover |
| Latein     | Deutscher Vizemeister                | 12. Januar 1963             |
| Standard   | 3. bei den Europameisterschaften     | 23. Juni 1963, Knokke       |
| Latein     | Vizeeuropameister                    | 22. Juni 1963, Knokke       |
| Standard   | 4. bei den Weltmeisterschaften       | 6./7. Mai 1963, London      |
| Latein     | 3. bei den Weltmeisterschaften       | 6. Mai 1963, London         |
| Zehn Tänze | 3. bei den Weltmeisterschaften       | 6. Mai 1963, London         |

## Erfolge für den Grün-Weiß Club Köln
| Sektion    | Titel                        | Austragungsdatum und -ort |
| ---------- | ---------------------------- | ------------------------- |
| Latein     | Deutscher Meister            | 7. März 1964, Duisburg    |
| Zehn Tänze | Deutscher Meister            | 6. Juni 1964, Stuttgart   |
| Latein     | Europameister                | 18. Juli 1964, Knokke     |
| Standard   | Vizeeuropameister            | 22. August 1964, Wien     |
| Standard   | 4. bei der Weltmeisterschaft | 10. Oktober 1964, Sydney  |
| Latein     | 3. bei der Weltmeisterschaft | 10. Oktober 1964, Sydney  |

In den Folgejahren trat Karl Breuer mit seiner neuen Tanzpartnerin Angelika Uersfeld an und wurde 1968 und 1969 Deutsche Standard-Meister.